# Orquesta Canela
Orquesta Canela ist eine kolumbianische Frauen-Salsagruppe, die am 1. April 1992 in Cali, Kolumbien, gegründet wurde.

## Geschichte
Das 14-köpfige Frauenorchester wurde 1992 unter der Leitung von Maria Fernanda Munera Ricci gegründet. In demselben Jahr wurde sie bereits auf dem Salsa-Festival in Cali als beste Salsa-Neuentdeckung gefeiert. Danach wurde die Gruppe zum festen Bestandteil des Salsa-Festivals und die Auszeichnungen häuften sich: unter anderem zwei erste Preise in der Kategorie „Beste Songs“, ein 1. Platz in der Kategorie der weiblichen Orchester und 1995 ein 2. Platz (nach Gloria Estefan).
„Orquesta Canela“ hat sich aber auch international einen Namen gemacht. Regelmäßig sind sie in der berühmten „Copacabana“ in New York zu Gast, 1994 haben sie am Salsa-Festival in „Madison Square Garden“ teilgenommen, 2003 in der „Calle 8“ in Miami. Konzerte in Venezuela, Ecuador, Peru, Mexiko und Puerto Rico gehören zu ihrem jährlichen Programm. 1999 haben sie im Rahmen ihrer Europa-Tournee auch Deutschland besucht.

## Musik und Stil
„Embrujo de amor“, „Hablale a la luna“ und „Tu intrusa y amante“ gehörten zu den größten Salsa-Erfolgen von „Orchestra Canela“. Allein „Embrujo de Amor“ war 1994 in Mexiko sechs Monate lang ununterbrochen die Nummer eins in den Charts. „Amiga mia“ feierte in Peru großen Erfolg. „Yo amo a Colombia“ war bei der Fußball-Weltmeisterschaft 1994 der Nationalsong für die kolumbianische Mannschaft.
In der Musik von „Orquesta Canela“ finden sich dabei oftmals typische kolumbianische Anklänge („Qué borrachera“ oder „Nochebuena“). In „Hablale a la luna“ wechselt der Rhythmus sogar einmal mitten im Stück zur Cumbia.